# 天主教克萊克斯多普教區
天主教克萊克斯多普教區（拉丁語：Dioecesis Klerkpolitana）是南非一個羅馬天主教教區，屬約翰尼斯堡總教區。

## 歷史
教區前身是西德蘭士瓦宗座監牧區，成立於1965年10月14日，1978年2月27日升為教區並易名至今。

## 現況
教區位於西北省東南部，2006年有教友96,269人（佔轄區總人6.4%）、四十一個堂區、二十名司鐸。現任教區主教為维克托·霍洛罗·法拉纳。